# 황궁경찰본부

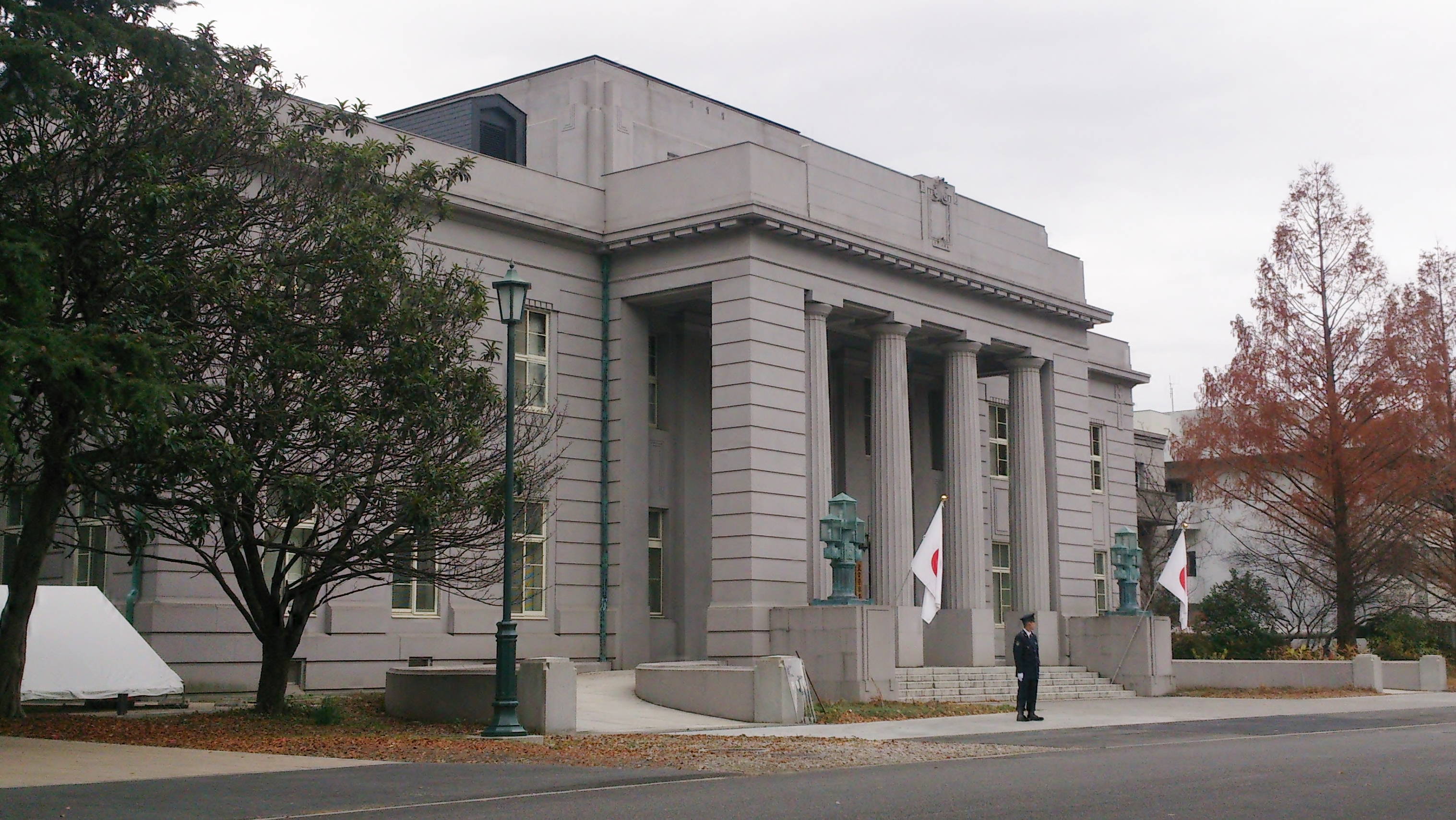
황궁경찰본부 청사. 과거에 추밀원 청사로 쓰였던 곳이다.

황궁경찰본부(일본어: 皇宮警察本部 코구케이사쓰혼부[*])는 일본의 천황을 비롯한 일본 황실 구성원을 호위하고 고쿄, 아카사카 어용지, 어용저, 교토 어소, 쇼소인 등의 경비를 담당하는 일본의 경찰 조직이다. 일본을 찾은 외국 요인이나 신임장 봉정식에 참석하는 특명정권대사가 고쿄를 참내할 때도 황궁경찰본부의 호위를 받는다.

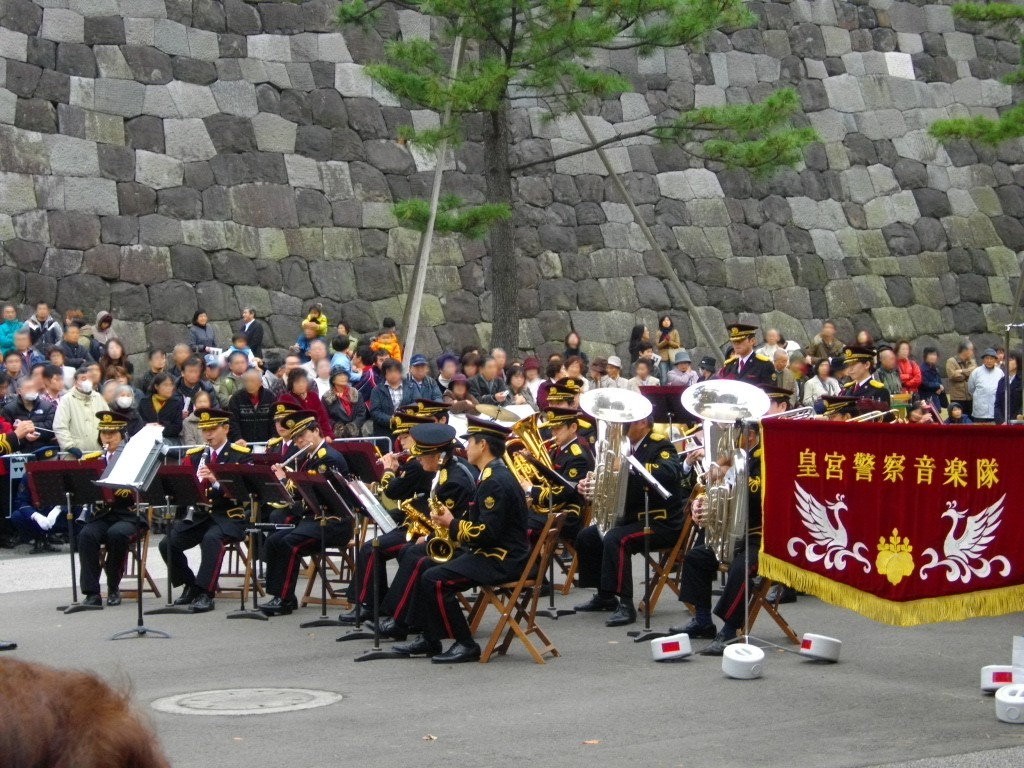
황궁경찰음악대.

일본 경찰청 부속기관으로 직원은 국가공무원인 황궁호위관과 경찰청 사무관, 경찰청 기관으로 이루어져 있다. 2020년 4월 기준 정원은 황궁호위관이 932명, 사무관이 40명이다. 황궁호위관의 교육·훈련 시설인 황궁경찰학교가 설치되어 있으며 그 외에도 황궁경찰음악대, 황궁경찰특별경비대 등도 있다.
본부는 도쿄도 지요다구 지요다 1반 3고에 있으며 본부장은 황궁경시감으로 보하는 황궁호위관이 임명된다.
황궁경찰본부는 일본에서 유일하게 경찰 업무와 소방 업무를 함께 본다. 따라서 흰색 바탕에 붉은색 띠를 두른 경방차가 배치된 곳도 있다.

## 역사
황궁경찰본부의 전신은 메이지 시대 궁내성에 설치된 황궁경찰이다. 그 이전에 고쿄의 정문 경비는 근위병이 담당했다. 하지만 근위병은 징병된 병사들로 구성되어 있었기에 자주 교체되어 궁내성과의 의사 소통이 원활하지 못했다. 그러다 1878년에 근위포병 일부가 일으킨 다케바시 사건을 계기로 1881년 1월에 고쿄 경비를 위해 궁내성에 문부를 설치했다. 같은 해 9월 궁내성에 소방과를 설치해 고쿄의 소방 업무도 함께 담당토록 했다.
1886년 5월에 황궁경찰서로 개편됐고 1890년 도쿄부에서 콜레라가 유행하자 황궁경찰서에 소독소를 설치했다. 1907년 10월엔 황궁경찰부로 개편됐다. 5·15 사건을 계기로 1932년 6월 일반 황궁경찰관에게도 권총을 휴대하게 했다. 패전 이후인 1946년 4월에 다시 황궁경찰서가 되었다가 1947년 1월 궁내성에서 내무성으로 이관된 뒤 경시청 황궁경찰부가 됐다. 그리고 이때 직원들의 칭호가 황궁경찰관에서 지금의 황궁호위관으로 바뀌었다.
1948년 3월 「경찰법」이 시행되면서 경시청이 지방경찰조직으로 바뀌자 국가지방경찰본부로 이관되었고 6월엔 지금의 황궁경찰본부로 조직이 개편됐다. 1954년 현행 「경찰법」이 시행되면서 경찰청의 부속기관으로 지위가 바뀌었다.

## 조직
황궁경찰본부는 2부 10과 4호위서로 구성되어 있다. 경비부와 4호위서는 고쿄, 아카사카 어용지 등의 경비를 담당하며 호위부는 황실 구성원의 호위를 담당한다.
- 본부장
- 부본부장
- 수석감찰관
  - 경무과(인사, 급여, 홍보 담당)
  - 감찰과(기획, 감찰, 정보관리 담당)
  - 회계과(예산, 설비, 수리 담당)
  - 교양후생과(일반교양, 예술연수, 복지후생, 공제관계 담당)
  - 호위마부대
- 경비부
  - 경비1과(경비계획, 조사 담당)
    - 특별경비대

  - 경비2과(경계, 경방, 통신, 어용지 경비 담당)
- 호위부
  - 호위1과(천황 부처와 국빈 호위 담당)
  - 호위2과(황사 부처 및 기타 황족 호위 담당)
  - 호위3과(상황 부처 호위 담당)
  - 시위관(3명, 호위 지휘)
- 사카시타호위서
- 후키아게호위서
- 아카사카호위서
- 교토호위서
- 황궁경찰학교

## 업무
황궁경찰본부의 업무는 호위, 경비, 경무 등 세 부문으로 구분된다.
호위는 황실 구성원인 천황 부부, 상황 부부, 기타 황족 등의 신변의 안전을 확보하기 위해 고쿄나 어소뿐 아니라 외출을 하거나 각종 식전 등에 출석할 때도 이루어진다. 이를 위해 호위 기술은 물론 승마, 스키, 테니스, 외국어 등 폭넓은 소양이 요구된다.
경비 대상은 고쿄뿐 아니라 아카사카 어용지, 교토 어소 등이 모두 포함된다. 천황탄생일, 신년 일반참하, 원유회 등의 행사 때도 경비는 이루어지며 돌발 상황에 대응하기 위해 특별경비대가 존재한다. 특별경비대는 고쿄 정문 등에서 의장 근무를 수행하며 유사시 경비출동 업무를 맡는다. 또한 만일의 사태를 대비한 소방 업무도 경비부에서 담당한다.
경무는 황궁경찰의 효율적이고 원활한 운영·활동을 위해 근무 체제·채용·인사·교육·예산·복지 등 조직의 기반을 지탱하는 역할을 맡는다. 황궁경찰음악대가 경무과에 설치되어 있어 원유회와 같은 황실 행사 때 연주를 하며 전국경찰음악대 연주회 등에도 참여하고 있다.

## 논란 및 비판
2002년 1월 후키아게호위서의 여자탈의실에서 부하인 여성호위관의 속옷을 절도한 혐의로 남성호위관이 징계를 받은 적이 있으며 2003년 6월엔 남성호위관이 기차에서 여성 회사원을 성추행하여 징계 처분을 받았다. 2004년 7월에도 여성호위관이 어덜트 비디오 10개를 훔쳤다가 징계를 받았다.
2015년 7월에 황궁경찰학교 학생의 급식비 등 30만 엔을 착복한 교양과 직원이 정직 1개월 징계를 받았으며 2016년 1월에는 호위2과 소속 남성호위관이 지하철에서 여성 승객의 엉덩이를 만지는 등 성추행을 하다가 현행범으로 체포되었다. 2019년 6월에도 나스어용저에서 황궁경찰학교가 간담회를 할 때 교장, 교관, 신임 호위관이 참석했는데 미성년자에게 음주를 강요한 일이 있었다.
2021년 2월에는 교토 호위서장이 정식 절차를 밟지 않은 채 지인을 아카사카 어용저에 출입시킨 일이 발각되었다. 2022년 6월에는 현장 간부들이 호위 대상인 황족들을 자주 뒷담화했으며 스파이 의혹이 있던 외국인의 침입 사건이 있었는데 이를 은폐했다는 사실이 드러났다. 그 외에도 직원들의 불륜이나 근무 시간 내 음주 등이 일상다반사라는 사실도 함께 보도됐다.